# 리틀 로망스
《리틀 로망스》(원제:A Little Romance)는 1979년에 개봉된 조지 로이 힐 감독, 로런스 올리비에, 텔로니우스 베르나르, 다이앤 레인 주연의 미국의 로맨틱 코미디 영화로, 다이앤 레인의 데뷔작이기도 하다. 영화 대본은 앨런 번즈와 조지 로이 힐이 패트릭 쇼뱅(Patrick Cauvin)의 E=mc2 Mon Amour를 기반으로 고쳐 썼다. 음악은 조르쥬 들르뤼가 작곡하였다. 영화는 파리에서 서로 만나 연애를 시작하게 되고 해질녘 베니스의 탄식의 다리 아래에서 입맞춤함으로써 그들의 영원한 사랑을 다짐하려는 희망으로 여행을 떠나는 프랑스 소년과 미국 소녀를 따른다.
이 영화는 1979년 조르쥬 들르뤼의 음악으로 아카데미 음악상을 수상하였으며, 앨런 번즈는 아카데미 각색상 후보로 지명되었다. 이 영화는 또한 골든 글러브에서 로런스 올리비에가 남우 조연상, 조르쥬 들르뤼의 음악상을 수상하였다. 어린 주연들인 텔레니우스 베르나르와 다이앤 레인은 젊은 예술가상의 남우 주연상과 여우 주연상 후보로 지명되었고, 《리틀 로망스》는 최고 영화상을 수상하였다. 이 영화는 오리온 픽처스가 배급한 첫 필름이기도 하다.

## 출연

### 주연
- 로렌스 올리비에
- 다이안 레인
- 더로니우스 버나드

### 조연
- 아더 힐
- 샐리 켈러먼
- 브로데릭 크로포드
- 데이빗 듀크
- 앤드류 던칸

## 기타
- 미술: 헨리 범스테드
- 의상: 로신느 델라마르